# Haparanda Sandskär
Haparanda Sandskär este o arie protejată (arie specială de conservare — SAC, sit de importanță comunitară — SCI) din Suedia întinsă pe o suprafață de 998,7 ha, integral pe uscat.

## Localizare
Centrul sitului Haparanda Sandskär este situat la coordonatele 65°35′46″N 23°54′26″E / 65.596°N 23.9072°E.

## Înființare
Situl Haparanda Sandskär a fost declarat sit de importanță comunitară în iunie 2001 pentru a proteja 1 specie de plante. Situl a fost protejat și ca arie specială de conservare în martie 2011.

## Biodiversitate
Situată în ecoregiunile boreală și marină baltică, aria protejată conține 6 habitate naturale: Lagune de coastă, Vegetație perenă pe țărmurile stâncoase, Litoraluri nisipoase din Baltica boreală cu vegetație perenă, Terase mlăștinoase și terase nisipoase neacoperite de apă la reflux, Vegetație anuală la limita mareei, Pășuni de coastă din Baltica boreală.
La baza desemnării sitului se află o specie protejată de  plante: Artemisia campestris subsp. bottnica.